# Parc national de Gyeongju
Le parc national de Gyeongju (coréen : 경주국립공원, 慶州國立公園) situé dans la province du Gyeongsang du Nord en Corée du Sud. Il couvre une surface d'approximativement de 137 km2 et a été créé le 31 décembre 1968. 